# Luz Sobrino

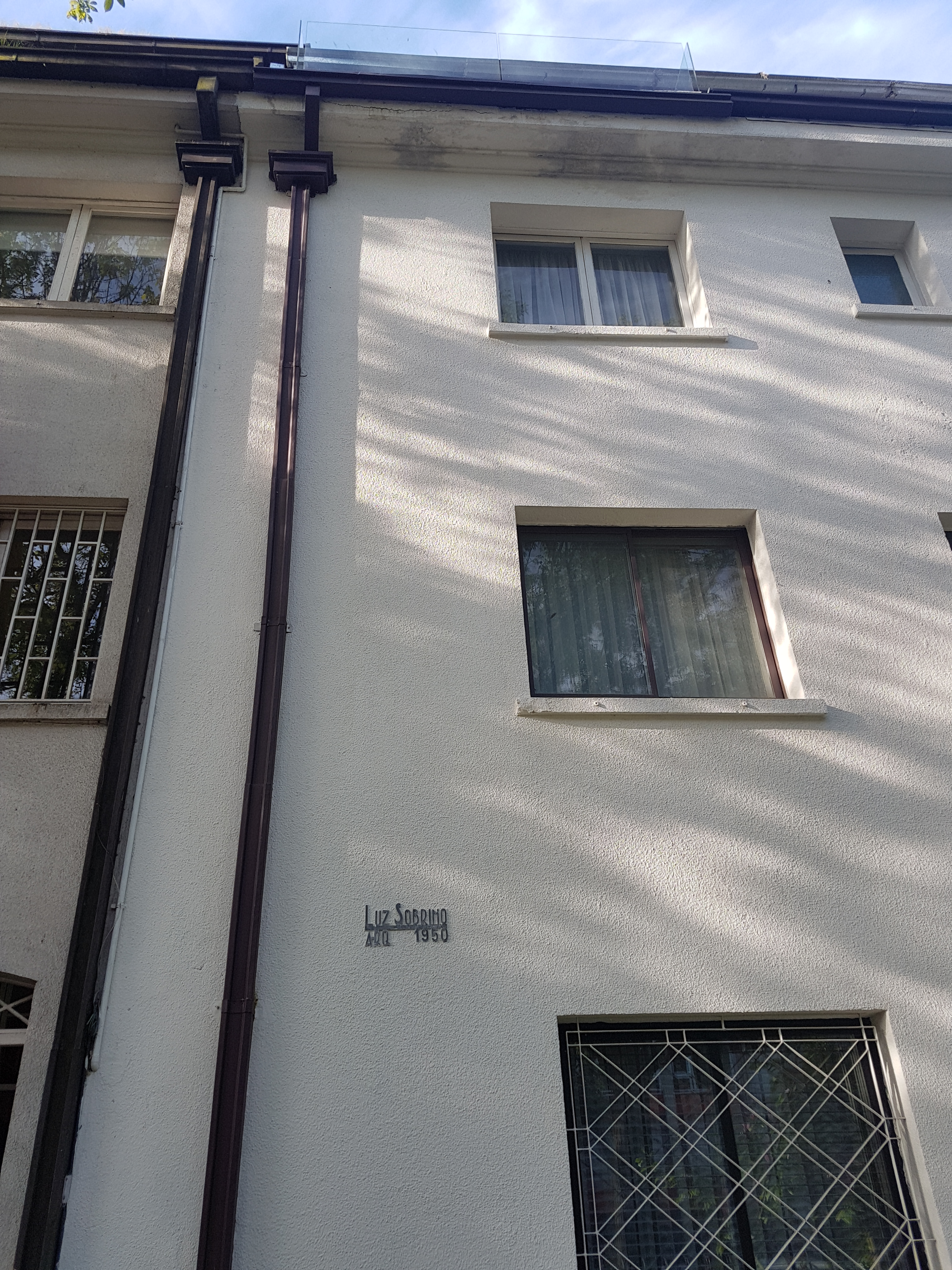
Fachada de la arquitecta chilena Luz Sobrino, Concepción

Luz Sobrino (Chiguayante, Concepción, 1913 - 1998) fue una arquitecta chilena que realizó un importante trabajo en la reconstrucción de la ciudad de Concepción, después del terremoto de 1939.

## Primeros años
Luz Sobrino nació Concepción, Chile en 1913. Es la segunda de ocho hermanos, hijos de Luz Sanz García y del capitán Eladio Sobrino Segovia, establecido en Concepción procedente de Fuente-Olmedo, Valladolid, España.
Estudió la carrera de arquitectura en la ciudad de Santiago de Chile, en la Universidad de Chile dónde se graduó en 1938. Fue discípula del arquitecto Roberto Dávila. Fue formada y educada con los principios de Le Corbusier, y la información recibida desde los ideales de la Escuela de la Bauhaus y la arquitectura Europea.  
Junto con su colega y amiga Inés Frey, realizaron un viaje a Europa a finales de la década de 1930, donde recibieron los nuevos ideales de la arquitectura moderna complementando su formación, que estaba saliendo de la perspectiva de las Bellas Artes hacia una vista de funcionalidad e idealismo mucho más compleja.
Poco después de graduarse como arquitecta en 1938, Luz Sobrino trabajó para su padre en una pequeña casa de un proyecto familiar llamado Isla Negra, de la cuales Pablo Neruda adquirió una con la que construyó su hoy conocida casa museo. Luego, volvió a Concepción para reconstruir algunas propiedades familiares.

## Trayectoria
En 1939, el 95% de las edificaciones de Concepción sufrieron daños por el terremoto que tuvo epicentro en Chillán.
En 1940, ganó reconocimiento como arquitecta por su trabajo en una de las obras más importantes en Concepción, el  Hotel Bío Bío, situado en la calle Barros Arana 751. Es un edificio representativo de la modernidad: se destaca por su altura y la modulación de sus balcones y sus cristales curvos.
Los medios locales reconocieron su trabajo, y más tarde, planificó más de cien casas, pequeños mercados, construcciones industriales e incluso iglesias evangélicas. Se convirtió en la única arquitecta trabajando por sí misma en el sur central de Chile en aquella época, y también una de las arquitectas más prominentes en Concepción.
En la década de los 40 Sobrino se radicó en Concepción junto a su marido, el ingeniero Luis Dall’Orso Franzetti. Juntos trabajaron en la reconstrucción de la ciudad. Desarrollaron proyectos inmobiliarios, desde la compra de terrenos, construcción de las propiedades y su posterior venta. Principalmente construyeron edificios residenciales y comerciales. Su obra se extendió en las décadas de 1950 y 1960.
También son obra suya tres edificios del pasaje Portales, en Barros Arana, una de ellas su residencia y oficina.
Otras obras son el Templo Bautista y las 4 esquinas Paicavi con San Martín, viviendas ya desaparecidas, ubicadas en Camilo Henriquez 1841 y en Salas 990.
Una vez que retirada, construyó en 1972 el Hotel Alonso de Ercilla. El mismo aún sigue gerenciado por una de sus hijas.

## Rol político-social
Nació en una familia de izquierda, y desde joven fue incentivada a seguir sus aspiraciones como pintar y crear. Incluso, estuvo involucrada en la creación de la Academia de Bellas Artes de Concepción, junto con otros profesionales y artistas.
Sobrino fue una de las pocas arquitectas que ayudaron, a pesar de su edad, en luchar contra la dictadura militar en 1973. Una de sus razones, fue el exilio de su hija Ana Dall’Orso Sobrino (también arquitecta), quien tuvo que ir a Colombia junto a su marido.
Luz Sobrino se convirtió en una defensora activa de los derechos humanos, llamando a protestas en contra de la dictadura, asociándose con las familias exiliadas. Hizo llamados e incluso usó su oficina como un punto de encuentro reuniéndose con más gente, especialmente madres, para participar en marchas. En uno de estos eventos, fue a prisión durante una protesta en 1979.
Su obra permanece en las calles de la ciudad como el testimonio de una mujer luchadora y una incansable apasionada por la arquitectura y la creación.